# KBS1
KBS1 er Sydkoreas offentlige tv-netværk. Dens programmering er generalist med stærkt fokus på highbrow og koreansk-orienteret programmering, lige fra nyheder og aktuelle forhold, kulturel programmering, sportsdækning, underholdningsserier, drama, talkshows og børns programmering.
| Fjernsyn | Spire Denne artikel om en tv-kanal er en spire som bør udbygges. Du er velkommen til at hjælpe Wikipedia ved at udvide den. |